# Ealdred
Vous lisez un « bon article » labellisé en 2015.
Pour les articles homonymes, voir Ealdred (homonymie).
Ealdred ou Aldred est un prélat anglais mort le 11 septembre 1069.
Après avoir été abbé de Tavistock, Ealdred est élu évêque de Worcester en 1046. À partir de 1056, il administre également le diocèse de Hereford après la mort de l'évêque Leofgar. Outre ses devoirs religieux, il est également un proche conseiller du roi Édouard le Confesseur et réalise plusieurs voyages diplomatiques pour son compte. Il participe également à la défense de ses diocèses contre les Gallois.
Ealdred est élu archevêque d'York à Noël 1060, mais il n'abandonne l'évêché de Worcester qu'en 1062. En tant qu'archevêque, il assure la construction et l'embellissement de plusieurs églises dans son diocèse et s'efforce de réformer son clergé. Lors de la crise de succession qui suit la mort d'Édouard le Confesseur en janvier 1066, il apporte son soutien à Harold Godwinson, et il est possible que ce soit lui qui l'ait couronné roi. Après la mort d'Harold à Hastings, il commence par rallier Edgar Ætheling avant de se soumettre à Guillaume le Conquérant, qu'il sacre le 25 décembre 1066 à Westminster.
Le nouveau roi reste méfiant à l'égard de la noblesse et du haut clergé anglo-saxons, et Ealdred fait partie de ceux qu'il ramène avec lui en Normandie en 1067 pour mieux les surveiller. Lorsque le Nord de l'Angleterre se révolte contre Guillaume en 1068, Ealdred lui reste fidèle. Il meurt l'année suivante, et le roi nomme un Normand, Thomas de Bayeux, pour lui succéder.

## Biographie

### Origines
Ealdred est originaire d'une famille apparemment importante du Devon. On connaît le nom d'un membre de sa famille : Wilstan (ou Wulfstan), qui devient abbé de Gloucester en 1058 grâce à l'influence d'Ealdred. Il est peut-être apparenté à Lyfing, son prédécesseur à la tête de l'abbaye de Tavistock, puis du diocèse de Worcester.
Moine du chapitre de la cathédrale de Winchester, Ealdred devient l'abbé du monastère de Tavistock vers 1027, lorsque Lyfing devient évêque de Cornouailles et de Crediton. Bien qu'il occupe ce poste pendant près de deux décennies, jusque vers 1046, on ne connaît aucun document d'époque se rapportant à sa carrière d'abbé. Il semble cependant avoir porté un intérêt tout particulier à Tavistock, conservant jusqu'à sa mort deux propriétés relevant de l'abbaye.
En 1046, Ealdred devient évêque de Worcester, un poste qu'il occupe jusqu'à sa démission en 1062. Il est possible qu'il joue d'abord un rôle de suffragant, c’est-à-dire d'assistant de son prédécesseur Lyfing, avant d'entrer pleinement dans ses fonctions,. En effet, il commence à apparaître en tant que episcopus (« évêque ») dès 1043, trois ans avant la mort de Lyfing, tandis qu'une charte émise à Tavistock en 1045 ou au début de l'année 1046 indique qu'à cette date, un nouvel abbé nommé Sihtric l'a déjà remplacé. L'évêque Lyfing meurt le 26 mars 1046 et Ealdred lui succède peu après. Cependant, il n'hérite pas des deux autres diocèses détenus par Lyfing, ceux de Crediton et de Cornouailles : le roi Édouard le Confesseur les confie à Leofric, qui les combine pour former le diocèse d'Exeter en 1050.

### Évêque de Worcester

#### Conseiller royal et chef militaire

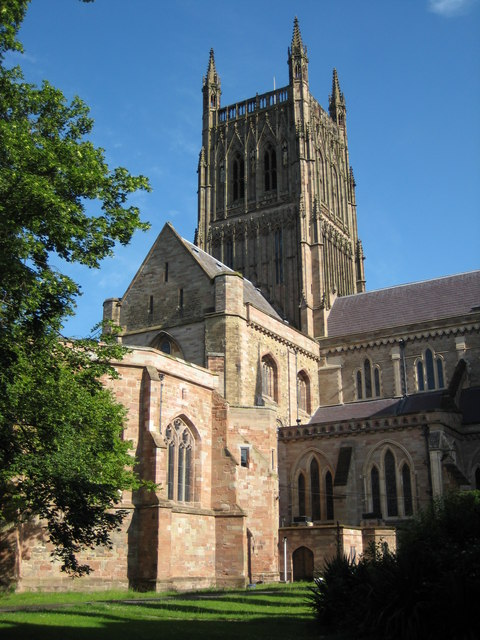
La cathédrale du diocèse de Worcester, qu'Ealdred dirige de 1046 à 1062.

Ealdred participe au gouvernement du royaume d'Angleterre sous le règne d'Édouard le Confesseur, dont il est un proche conseiller. Il joue également un rôle de commandant militaire : en juillet 1049, il dirige une expédition contre les Gallois en réaction à une attaque conduite par Gruffydd ap Rhydderch, Rhys ap Rhydderch (en) et Gruffydd ap Llywelyn. Cette campagne se solde par un échec à cause de la trahison de soldats gallois qui servaient dans l'armée anglaise.
En 1050, Ealdred se rend à Rome « en mission pour le roi ». Son objectif semble être d'obtenir l'autorisation du pape pour le déplacement du siège du diocèse de Crediton à Exeter. Il est possible que le voyage vise aussi à s'assurer que le roi puisse être libéré du vœu qu'il avait fait de se rendre en pèlerinage, si l'on en croit des sources postérieures à la conquête normande. À Rome, Ealdred assiste à un concile aux côtés de son compatriote, l'évêque de Ramsbury Herman,. Les deux hommes sont proches, au point que l'historien H. R. Loyn qualifie Herman de « sorte d'alter ego » d'Ealdred.
Durant son voyage de retour, Ealdred croise la route de Sven Godwinson, l'un des fils du comte Godwin de Wessex, exilé d'Angleterre quelques années auparavant pour avoir enlevé l'abbesse de Leominster (en) et tué son cousin Beorn. C'est probablement à cette occasion qu'il lui donne l'absolution pour ces forfaits. De retour en Angleterre, l'évêque intercède en faveur de Sven pour qu'il soit rétabli dans ses titres et ses possessions de comte de Hereford,. Ses raisons sont doubles : il est proche de la famille de Godwin, et le fief de Sven est proche de son diocèse. Or, la présence d'un comte puissant s'impose pour lutter contre les raids que subit la région, à l'image de ceux menés en 1049 le long de la rivière Usk par des aventuriers irlandais associés à Gruffydd ap Rhydderch. C'est normalement à l'évêque de Hereford que revient la tâche de diriger la défense de la région, mais son titulaire à cette date, Æthelstan, est frappé de cécité, contraignant Ealdred à jouer ce rôle à sa place.
En 1051, la rébellion du comte Godwin contre le roi est une mauvaise nouvelle pour son allié Ealdred. L'évêque assiste au conseil royal de Londres qui prononce le bannissement de Godwin et de sa famille. Plus tard la même année, il se voit confier la mission d'arrêter Harold, le fils de Godwin, et ses frères, mais il « ne parvient pas, ou ne se résout pas » à le faire. Le bannissement de Godwin intervient peu après la mort de l'archevêque d'York Ælfric Puttoc. Ealdred comptait probablement lui succéder, mais les circonstances poussent le roi à lui préférer son chapelain Cynesige. Néanmoins, Godwin rentre d'exil et recouvre ses biens dès le mois de septembre 1052, et Ealdred ne tarde pas à retrouver la faveur royale à son tour,. Il est possible qu'il ait accompagné Sven dans son pèlerinage en Terre sainte vers cette époque, mais rien ne permet de l’affirmer avec certitude.
En 1054, Édouard le Confesseur envoie Ealdred en Germanie, afin d'obtenir l'aide de l'empereur Henri III pour organiser le retour en Angleterre d'Édouard l'Exilé, le neveu du roi et son héritier potentiel. Le jeune prince, qui a dû fuir l'Angleterre très jeune après la mort de son père et l'avènement de Knut le Grand en 1016, se trouve alors en Hongrie, à la cour du roi André Ier le Catholique. Ealdred profite de ce voyage pour observer le fonctionnement de l'Église allemande durant son séjour d'un an auprès de l'archevêque de Cologne Hermann II. Impressionné par les pratiques liturgiques et l'architecture religieuse qu'il y découvre, il en reprend certains éléments à son retour sur le sol anglais,. Cependant, sa mission se solde par un échec : les relations sont tendues entre Henri et les Hongrois, et l'empereur ne peut pas (ou ne veut pas) aider Ealdred. Ce dernier apprend toutefois qu'Édouard est bien vivant et qu'il réside à la cour de Hongrie. En fin de compte, le prince rentre en Angleterre en 1057, mais il meurt peu de temps après.
En 1056, Ealdred participe aux négociations de paix avec les Gallois menées par les comtes Harold et Leofric. Édouard fait appel à lui après la mort de l'évêque de Hereford Leofgar, vaincu et tué par Gruffydd ap Llywelyn. Les détails des négociations sont inconnus, mais Gruffydd finit par prêter serment de fidélité au roi Édouard, encore que ce serment ne semble assorti d'aucune obligation. Ainsi, Gruffydd n'est pas tenu de soutenir militairement Édouard, ni d'être présent à sa cour.
Ealdred se rend en pèlerinage à Jérusalem en 1058. Il est le premier évêque anglais à accomplir ce voyage, et la Chronique anglo-saxonne atteste qu'« il [se rend] à Jérusalem dans un équipage jamais vu auparavant ». À Jérusalem, il offre un calice d'or à l'église du saint-Sépulcre. Il est possible que son passage par la Hongrie durant ce pèlerinage soit lié à une tentative de préparer le retour des enfants d'Édouard l'Exilé, ou qu'il s'y rende à la recherche d'autres héritiers possibles du trône. La date exacte de retour en Angleterre des enfants d'Édouard n'est pas connue. Il est possible qu'ils soient rentrés en même temps que leur père en 1057, mais il n'est pas exclu qu'ils aient accompli ce voyage en compagnie d'Ealdred en 1058.

#### Administration ecclésiastique

Découpage en diocèses du royaume d'Angleterre à l'époque d'Ealdred, mettant en évidence les trois diocèses de l'Ouest du pays qu'il administre entre 1056 et 1058.

Il n'existe aujourd'hui que très peu de documents contemporains du passage d'Ealdred à l'évêché de Worcester, en partie parce qu'il est fréquemment absent de son diocèse. Seuls cinq contrats signés de sa main nous sont connus, tous datés entre 1051 et 1053, et les copies de deux autres figurent dans le cartulaire de Hemming. Il est donc difficile d'établir comment le diocèse de Worcester est administré à l'époque d'Ealdred, mais il semble que ce soit Wulfstan, prieur du chapitre de la cathédrale, qui assure la direction religieuse du diocèse. Sur le plan financier, le Chronicon Abbatiae de Evesham atteste qu'Æthelwig, nommé abbé d'Evesham en 1058, s'occupe avant cette date d'administrer Worcester.
De retour de son voyage en Germanie en 1054-1055, Ealdred rapporte une copie du Pontifical romano-germanique, un ensemble de textes liturgiques. Un exemplaire de cet ouvrage, appartenant à la bibliothèque Cotton, lui aurait appartenu,. Il est vraisemblable que la Règle de Chrodegang, un ensemble de règles de vie communautaire pour les chanoines, ait également été introduite en Angleterre par Ealdred avant 1059. Il a pu en rapporter un exemplaire de Germanie.
Durant cette période, Ealdred administre également les abbayes de Winchcombe et Gloucester et prend en charge les diocèses de Hereford et de Ramsbury. Sa nomination à Hereford, qu'il conserve jusqu'en 1061, est sans doute due à sa connaissance des affaires galloises. Le diocèse avait subi une rude attaque de la part des Gallois en 1055 : Ealdred poursuit la reconstruction de la cathédrale et conforte les droits de son chapitre. L'arrivée d'Ealdred à Ramsbury est la conséquence de tensions entre l'évêque Herman et Édouard le Confesseur : le premier souhaite transférer le siège du diocèse à l'abbaye de Malmesbury, ce que le roi refuse. Par conséquent, Herman démissionne en 1055 pour se faire moine à Saint-Bertin. Selon le chroniqueur Jean de Worcester, Ealdred reçoit la charge d'administrer le diocèse de Ramsbury jusqu'au retour d'Herman, en 1058 ou peu après, mais aucun document d'époque n'en témoigne. Frank Barlow décrit le domaine d'Ealdred à cette période comme une « sorte de palatinat ecclésiastique sur les Marches », qui s'étend sur le Worcestershire, le Wiltshire et le Herefordshire,.

### Archevêque d'York

#### Une prise de pouvoir délicate
L'archevêque d'York Cynesige meurt le 22 décembre 1060, et Ealdred est élu pour lui succéder le jour de Noël. Un évêque est rapidement nommé pour lui succéder à Hereford, mais pas à Worcester, un siège qu'Ealdred semble avoir souhaité conserver, suivant l'exemple de plusieurs de ses prédécesseurs à York. Comme le diocèse d'York est relativement pauvre comparé à celui de Worcester, conserver le second permet aux archevêques de s'assurer des revenus suffisants. L'existence de précédents n'exempte pas Ealdred de critiques : Guillaume de Malmesbury écrit ainsi qu'il « avait acquis, davantage par corruption que par raison, l'archevêché d'York tout en conservant son siège précédent en abusant de la crédulité du roi Édouard et en prétendant que c'était la coutume parmi ses prédécesseurs ».

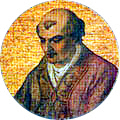
Selon différentes sources, le pape Nicolas II (pape) se serait opposé à l'accession d'Ealdred au siège d'York.

Ealdred se rend à Rome en 1061 pour recevoir son pallium, le symbole de l'autorité archiépiscopale. Il fait ce voyage en compagnie du comte de Northumbrie Tostig, un autre fils de Godwin. À son arrivée à Rome, le pape Nicolas II annule son élévation au siège d'York et lui retire même Worcester, l'accusant de simonie (l'achat de charges ecclésiastiques) et d'ignorance. C'est du moins ce qu'affirme la Vita Ædwardi regis, une hagiographie d'Édouard le Confesseur. La Vita Wulfstani, une hagiographie de Wulfstan (le successeur d'Ealdred à Worcester), offre une autre version des faits : Nicolas II aurait refusé le pallium à Ealdred tant qu'il ne se serait pas engagé à proposer un successeur pour Worcester. En revanche, Jean de Worcester ne mentionne aucune difficulté particulière lors du séjour d'Ealdred à Rome, et lorsqu'il parle de l'élection de Wulfstan, ce n'est que pour dire qu'il a été élu librement et unanimement par le clergé et le peuple. Jean de Worcester affirme également qu'au moment du sacre de Wulfstan, l'archevêque de Cantorbéry Stigand aurait obtenu qu'Ealdred s'engage à ce que ni lui, ni ses successeurs ne revendiquent jamais la moindre autorité sur le diocèse de Worcester. Dans la mesure où la rédaction de la chronique de Jean de Worcester s'inscrit après une période de lutte d'influence entre York et Cantorbéry dans les années 1070, il faut considérer avec prudence cette affirmation.
Quelle qu'en soit la raison, Ealdred renonce au siège de Worcester en 1062. Des légats pontificaux se rendent en Angleterre pour organiser un concile le jour de Pâques et s'assurer de cette renonciation. Ealdred laisse donc place à Wulfstan, qu'il choisit lui-même. D'après Jean de Worcester, il aurait longuement hésité entre Wulfstan et Æthelwig, et son choix lui aurait été en partie dicté par la préférence des légats. Comme le diocèse de Worcester relève de la province de Cantorbéry, Wulfstan devrait être sacré par Stigand, mais c'est Ealdred lui-même qui s'en charge, car la situation de l'archevêque de Cantorbéry est entachée d'irrégularités. Même s'il renonce à l'évêché de Worcester, le fait d'avoir lui-même sacré son successeur permet à Ealdred de conserver une influence considérable sur les affaires du diocèse. Il garde ainsi par-devers lui plusieurs domaines qui en relèvent. Même après la conquête normande, il continue d’intervenir dans la région : c'est lui et non Wulfstan qui s'oppose à la tentative du baron normand Ours d'Abbetot d'étendre son château sur le terrain jouxtant la cathédrale. Guillaume de Malmesbury rapporte qu'il écrit un texte à son encontre, qui démarre par une rime passée à la postérité, : « Thou are called Urse. May you have God's curse. » (« Ton nom est Urse. Que Dieu te maudisse. »)
Après son élection, Ealdred poursuit les travaux de construction à Beverley entamés par son prédécesseur Cynesige, et il fait restaurer et agrandir d'autres églises de son diocèse. Il fait construire des réfectoires pour les chanoines de York et Southwell. C'est aussi le seul évêque du règne d'Édouard le Confesseur à faire publier des lois ecclésiastiques qui s'efforcent de discipliner et de réformer le clergé. Il organise un synode de son clergé peu avant 1066.

#### Après la mort d'Édouard le Confesseur

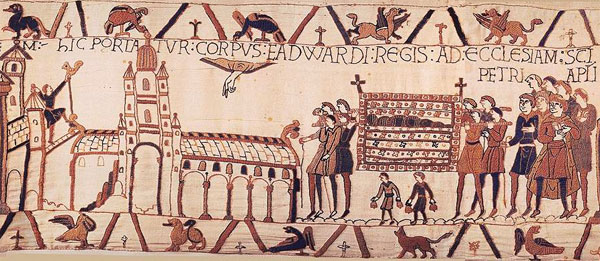
Cortège funèbre d'Édouard le Confesseur, tapisserie de Bayeux (détail).

D'après Jean de Worcester, c'est Ealdred qui procède au sacre du roi Harold Godwinson en janvier 1066, alors que les chroniqueurs normands affirment qu'il s'agit de Stigand. La version de Jean est la plus probable, considérant les bonnes relations entre Ealdred et la maison de Godwin avant cette date. La position de Stigand est problématique au regard du droit canon, et Harold avait refusé qu'il consacre une de ses églises à l'époque où il était comte. Dans ces conditions, il est peu probable qu'il ait accepté d'être sacré par lui. Néanmoins, le fait est que les sources normandes le citent comme ayant joué ce rôle, alors que les sources anglaises sont muettes sur l'identité du prélat ayant sacré Harold. Même s'il ne l'a pas sacré, il ne fait aucun doute qu'Ealdred apporte son soutien à Harold. Il est possible qu'il ait accompagné le nouveau roi dans son voyage à York, peu après le sacre, en vue de s'assurer le soutien de la noblesse du Nord du pays.
Selon le chroniqueur médiéval Geoffroy Gaimar, Harold confie à Ealdred le butin gagné sur Harald Hardrada après la bataille de Stamford Bridge. Après la bataille d'Hastings et la mort d'Harold face à Guillaume le Conquérant, Ealdred rallie tout d'abord les partisans du fils d'Édouard l'Exilé, Edgar Ætheling, mais il finit par se soumettre à Guillaume à Berkhamsted. Jean de Worcester explique que les partisans d'Edgar hésitaient sur la conduite à tenir tandis que Guillaume écumait le pays, des hésitations qui aboutirent à la reddition d'Edgar et d'Ealdred. Ce dernier sacre ainsi Guillaume le jour de Noël 1066 en l'abbaye de Westminster. Une innovation apparaît dans la cérémonie : avant de procéder au couronnement, il demande à l'assemblée, en anglais, si tous sont d'accord pour que Guillaume devienne roi. L'évêque de Coutances Geoffroy de Montbray fait ensuite de même, mais en normand.
L'arrivée au pouvoir de Guillaume ne semble pas avoir entamé l'autorité d'Ealdred. Une anecdote en témoigne : le roi se serait jeté aux pieds de l'archevêque pour qu'il lui pardonne les méfaits commis par le shérif royal dans le Yorkshire. Bien qu'elle soit très certainement apocryphe, elle illustre le courage et l'autorité qui caractérisent Ealdred,. En mars 1067, il accompagne Guillaume lorsque celui-ci retourne en Normandie en compagnie d'autres dignitaires anglais : les comtes Edwin et Morcar, Edgar Ætheling et l'archevêque Stigand. Ealdred procède au couronnement de Mathilde, la femme de Guillaume, à la Pentecôte 1068. Il est possible que le Laudes Regiae (un chant composé en l'honneur d'un souverain) chanté pendant le couronnement ait été composé par Ealdred lui-même pour l’occasion.
En 1069, quand les thegns du nord se rebellent contre Guillaume afin d'installer Edgar Ætheling sur le trône, Ealdred continue à soutenir Guillaume. Il est toutefois seul dans ce cas dans le Nord. Il est possible qu'il ait pris une part active dans les tentatives pour calmer les rébellions du nord en 1068 et 1069. Il meurt à York le 11 septembre 1069, et est inhumé dans sa cathédrale.

## Postérité

Jean de Beverley (vitrail à Beverley Minster).

La mort d'Ealdred marque un tournant dans la manière dont Guillaume entend traiter les Anglais. L'archevêque était l'un des rares natifs du pays auxquels le roi accordait sa confiance, et après sa disparition, ils se font de plus en plus rares dans le gouvernement, même s'ils n'en disparaissent pas complètement. Plusieurs évêques sont déposés à l'occasion d'un concile ecclésiastique réuni à Westminster en 1070. En 1073, il ne reste plus que deux évêques d'origine anglaise dans tout le royaume, et à la mort de Guillaume en 1087, il n'en reste plus qu'un seul : Wulfstan, le successeur d'Ealdred à Worcester.
Au cours de sa vie, outre le rôle politique et diplomatique qui est souvent le sien, Ealdred œuvre beaucoup pour restaurer la discipline dans les monastères et les églises placés sous son autorité,. Il contribue à préserver et développer le patrimoine de l'église en commandant divers travaux, notamment à Gloucester ou à Beverley Minster ; il contribue à la diffusion du savoir par son importation du Pontificale, mais aussi par celle d'un manuscrit des Carmina Cantabrigiensia (en) qu'il aurait également introduites en Angleterre. Il contribue à promouvoir le culte de Jean de Beverley, un de ses prédécesseurs fraîchement canonisé (en 1037), notamment en demandant au moine Folcard de Saint-Bertin d'écrire son hagiographie.
Auprès de ses contemporains, Ealdred est réputé pour ses talents de diplomate et d'administrateur, ainsi que pour sa générosité : « sage, bon et éloquent » pour Guillaume de Poitiers, « une lanterne allumée dans les ténèbres » pour Folcard. Si les sources provenant du Nord de l'Angleterre et Jean de Worcester lui sont généralement favorables, il est dépeint de manière beaucoup moins positive à Worcester, en particulier dans la Vita Wulfstani où il apparaît davantage préoccupé par les affaires séculières que par celles de la religion, formant ainsi un contrepoint à Wulfstan. H. R. Loyn souligne le penchant d'Ealdred pour les affaires du monde et son ambition, le décrivant comme « un prince-évêque à l'ancienne, annonçant par certains aspects les futurs barons des Marches ». En cela, Ealdred ne se distingue guère de son contemporain et homologue Stigand, que la postérité a pourtant beaucoup moins bien traité. Loyn suggère que cette différence d'image posthume est liée à leurs carrières respectives : Ealdred a débuté dans les ordres comme moine, Stigand non. En dépit de cette bonne réputation, Ealdred n'est pas révéré après sa mort, et il n'est l'objet d'aucune hagiographie : on se souvient de lui comme d'un administrateur plutôt que comme d'un évêque. Frank Barlow regrette la pauvreté de la documentation concernant « cet homme du monde érudit ».
M. K. Lawson avance qu'Ealdred pourrait être responsable de la compilation du manuscrit D de la Chronique anglo-saxonne, et propose 1050 comme date de sa composition. Ealdred figure effectivement de manière prééminente dans ce texte, plus que tout autre individu à l'exception des rois, et il est vraisemblable que cette version ait été compilée par un de ses clercs.